# Sr. X
O Sr. X é um vilão das histórias em quadrinhos (banda desenhada) da Disney. O Sr. X é o chefe de uma gangue de criminosos que conta com X-1, X-2, X-3 e o pássaro X-8. Seus golpes nunca dão certo, sempre dá azar.

## Publicações
A sua primeira aparição ocorreu na história brasileira O Grande Golpe Do Senhor X, de Ivan Saidenberg, em 1974.. 

## Nomes em outros idiomas
- Espanhol: Señor X